# Hyllus (god)
Hyllos (Oudgrieks Ὕλλος / Hyllos) was, in de Griekse mythologie, de oudste zoon van Herakles en Deianeira en daarmee de oudste van de zogenaamde Heracliden .
Hyllos stond zijn vader bij in diens pijnlijke doodstrijd, en wist hem ervan te overtuigen dat Deianeira onschuldig was aan de list van de centaur Nessos. Gehoorzamend aan zijn vaders laatste wens, huwde Hyllus met zijn stiefmoeder Iolè.
Volgens één bepaalde versie van de sage doodde Hyllus in de buurt van Marathon de Myceense koning Eurystheus, de gezworen vijand van zijn vader. Zelf sneuvelde hij op de Isthmos tijdens een poging om zich van de heerschappij over de Peloponnesos meester te maken. Hij werd begraven in Megara, waarna zijn broers, de Heracliden, zijn gelofte respecteerden en zich opnieuw uit de Peloponnesos terugtrokken.